# Sportjahr 1873
Liste der Sportjahre

◄◄ | ◄ | 1869 | 1870 | 1871 | 1872 | Sportjahr 1873 | 1874 | 1875 | 1876 | 1877 | ► | ►►

Weitere Ereignisse

## Ereignisse

### Alpinismus

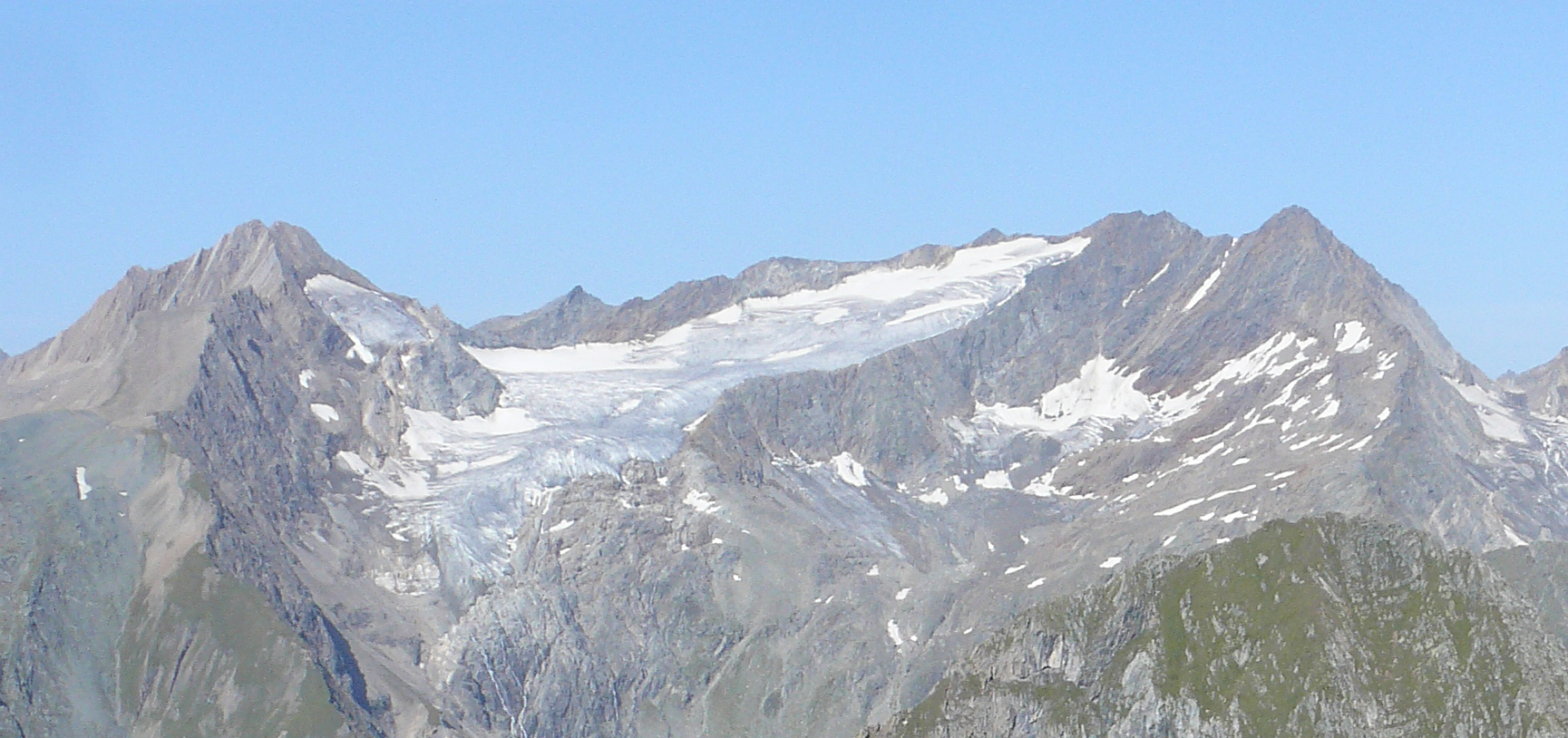
Die Malhamspitzen von Osten gesehen

- 12. Juli: Victor Hecht gelingt mit Bergführer Johann Außerhofen die Erstbesteigung der Malhamspitzen.

### Fußball / Rugby / Football
- 15. Juli: Der schottische Fußballverein Glasgow Rangers wird Peter und Moses McNeil sowie William McBeath und Peter Campbell offiziell gegründet, nachdem bereits im Vorjahr ein Spiel der Mannschaft stattgefunden hat.
- 25. August: Der schottische Fußballverein Vale of Leven Alexandria wird gegründet.
- 18. Oktober: Der von Engländern gegründete Dresden English Football Club gilt als einer der ersten Rugby- und Fußballvereine in Deutschland. Neben Fußball und Rugby wird auch Leichtathletik im Club ausgeübt.

- Die Scottish Football Union, der schottische nationale Verband für Rugby Union und nach England der zweitälteste nationale Rugbyverband der Welt, wird gegründet.
- Der Scottish FA Cup, der zweitälteste Pokalwettbewerb im Fußball, wird erstmals durchgeführt.
- In Australien wird der St Kilda Football Club gegründet.
- Das erste Canadian-Football-Team, die Toronto Argonauts, wird gegründet.
- Der englische Fußballclub Gainsborough Trinity wird gegründet.
- Die Fußballabteilung des 1869 gegründeten Cricketclubs FC Kilmarnock wird gegründet.

### Pferdesport
- 19. Mai: Der Zucht- und Trabrennverein Straubing wird als erster deutscher Trabrennverein gegründet.
- 27. Mai: Das Pferderennen Preakness Stakes in Pimlico, Maryland, wird erstmals abgehalten und vom Pferd Survivor gewonnen.

### Rudern
- 29. März: In der Zeit von 19′35″ gewinnt Cambridge zum vierten Mal hintereinander das Boat Race gegen Oxford.

## Geboren

### Januar bis April
- 09. Januar: Thomas Curtis, US-amerikanischer Hürdenläufer († 1944)
- 09. Januar: John Flanagan, irisch-US-amerikanischer Leichtathlet († 1938)
- 09. Januar: Harry Spanjer, US-amerikanischer Boxer († 1958)
- 10. Januar: Algernon Maudslay, britischer Segler († 1948)
- 10. Januar: George Orton, kanadischer Leichtathlet († 1958)
- 12. Januar: Spyridon Louis, griechischer Leichtathlet († 1940)
- 13. Januar: Walther Bensemann, deutscher Fußballpionier († 1934)
- 19. Januar: Dezső Wein, ungarischer Gerätturner († 1944)

- 04. Februar: Étienne Desmarteau, kanadischer Leichtathlet († 1905)
- 07. Februar: Charles Dixon, englischer Tennisspieler († 1939)
- 14. Februar: Allan Briggs, US-amerikanischer Sportschütze († 1951)
- 14. Februar: Georges Dillon-Cavanagh, französischer Fechter († 1944)
- 19. Februar: Almighty Voice, kanadischer Lacrossespieler († 1960)

- 07. März: Jules De Bisschop, belgischer Ruderer († 1954)
- 09. März: Francis Connolly, US-amerikanischer Weit- und Dreispringer († 1936)
- 13. März: Georg Demmler, deutscher Architekt, Sportler und Sportfunktionär († 1931)
- 13. März: Joe Walcott, barbadischer Boxer († 1935)
- 28. März: Georges Fouconnier, französischer Sportschütze († unbekannt)
- 28. März: John Geiger, US-amerikanischer Ruderer († 1956)

- 07. April: Christian Nielsen, dänischer Segler († 1952)
- 11. April: Claude Russell-Brown, kanadischer Tennisspieler († 1939)
- 19. April: Alexander Nikolajewitsch Dobrschanski, russischer Sportschütze († 1937)

### Mai bis August
- 01. Mai: Eugen Benz, deutscher Industrieller, Funktionär und Automobilrennfahrer († 1958)
- 04. Mai: Julius Seyler, deutscher Maler und Sportler († 1955)
- 05. Mai: Charles Rose, US-amerikanischer Tauzieher († 1957)
- 06. Mai: Harry Alabaster Parker, neuseeländischer Tennisspieler († 1961)
- 11. Mai: William Slade, britischer Tauzieher († 1941)
- 18. Mai: Frederick Merriman, britischer Tauzieher († 1940)
- 26. Mai: Fritz Ryser, Schweizer Radrennfahrer († 1913)
- 21. Mai: Johannes Gandil, dänischer Fußballspieler und Leichtathlet († 1956)
- 30. Mai: Oluf Olsson, dänischer Turner († 1947)

- 12. Juni: Jean Reich, Schweizer Sportschütze († 1950)
- 13. Juni: Narciso Pasta, italienischer Bahnradsportler († 1944)
- 21. Juni: Axel Kristensen, dänischer Sportschütze († 1952)
- 24. Juni: John Richardson, südafrikanischer Tennisspieler († unbekannt)
- 28. Juni: Jean Berhouzouq, französischer Kunstturner († unbekannt)

- 13. Juli: Harry Simon, US-amerikanischer Sportschütze († 1932)
- 21. Juli: Charles Schlee, US-amerikanischer Radrennfahrer († 1947)
- 25. Juli: August Rodenberg, US-amerikanischer Tauzieher († 1933)

- 01. August: Ernest Ebbage, britischer Tauzieher († 1943)
- 05. August: Georges Cassignard, französischer Radrennfahrer († 1893)
- 12. August: Waldemar Björkstén, finnischer Segler († 1933)
- 12. August: Tom Reece, englischer Billardspieler, Schwimmer und Sachbuchautor († 1953)
- 14. August: Constance Titus, US-amerikanischer Ruderer und Rudertrainer († 1967)
- 25. August: Billy Pett, britischer Radrennfahrer und Radsportfunktionär († 1954)
- 25. August: Charles Nix, britischer Sportschütze († 1956)

### September bis Dezember
- 04. September: Henri Helle, französischer Bogenschütze († 1901)
- 09. September: Marcel Boulenger, französischer Fechter († 1932)
- 12. September: Hubert Menten, niederländischer Bobfahrer († 1964)
- 19. September: Rudolf Charousek, ungarischer Schachmeister († 1900)
- 20. September: Ferenc Szisz, französisch-ungarischer Automobilrennfahrer († 1944)
- 20. September: Robert Wrenn, US-amerikanischer Tennisspieler († 1925)
- 25. September: Francis Burchell, britischer Cricketspieler († 1947)

- 01. Oktober: Oscar Schuster, deutscher Alpinist († 1917)
- 05. Oktober: Lucien Mérignac, französischer Fechter († 1941)
- 14. Oktober: Ray Ewry, US-amerikanischer Leichtathlet († 1937)
- 14. Oktober: Jules Rimet, französischer Sportfunktionär, Präsident der FIFA († 1956)
- 16. Oktober: Einar Liberg, norwegischer Sportschütze († 1955)
- 19. Oktober: Jaap Eden, niederländischer Eisschnellläufer und Radrennfahrer († 1925)
- 28. Oktober: Clarence Platt, US-amerikanischer Sportschütze († 1941)

- 02. November: Gottfried Hinze, deutscher Fußball-Funktionär († 1953)
- 03. November: Thomas Coe, britischer Wasserballspieler († 1942)
- 05. November: Edwin Flack, australischer Leichtathlet († 1935)
- 05. November: Henry Lynch-Staunton, britischer Sportschütze († 1941)
- 08. November: Pierre d’Hugues, französischer Fechter († 1961)
- 18. November: Francisco Villota, spanischer Pelotaspieler († 1950)
- 19. November: Adrien Fauchier-Magnan, französischer Tennisspieler († 1965)
- 19. November: Max Sillig, Schweizer Eishockeyspieler und Sportfunktionär († 1959)
- 21. November: Pierre Payssé, französischer Turner († 1938)
- 22. November: Alfred Bowerman, britischer Cricketspieler († 1947)
- 24. November: Herbert Roper Barrett, britischer Tennisspieler († 1943)
- 27. November: Ernst Brasche, estnischer Segler († 1933)

- 12. Dezember: Erik Jonsson, schwedischer Sportschütze († 1958)
- 19. Dezember: Alphonse Kirchhoffer, französischer Fechter († 1913)
- 31. Dezember: Jules Deleval, französischer Kunstturner († 1945)

### Genaues Geburtsdatum unbekannt
- David Allison, französisch-englischer Fußballspieler († unbekannt, nach 1901)
- Ioannis Chrysafis, griechischer Turner († 1932)
- Dimitrios Deligiannis, griechischer Leichtathlet († unbekannt)

## Gestorben
- 28. Oktober: John C. Heenan, US-amerikanischer Boxer in der Bare-knuckle-Ära (* 1835)